# فلور أدكوك
فلور أدكوك (بالإنجليزية: Fleur Adcock)‏ (10 فبراير 1934 في نيوزيلندا)؛ مترجمة، كاتِبة وشاعرة نيوزيلندية. درست في جامعة فيكتوريا.

## روابط خارجية
- فلور أدكوك على موقع IMDb (الإنجليزية)
- فلور أدكوك على موقع الموسوعة البريطانية (الإنجليزية)
- فلور أدكوك على موقع ميوزك برينز (الإنجليزية)
- فلور أدكوك على موقع ديسكوغز (الإنجليزية)